# Zonsverduistering van 22 september 1968

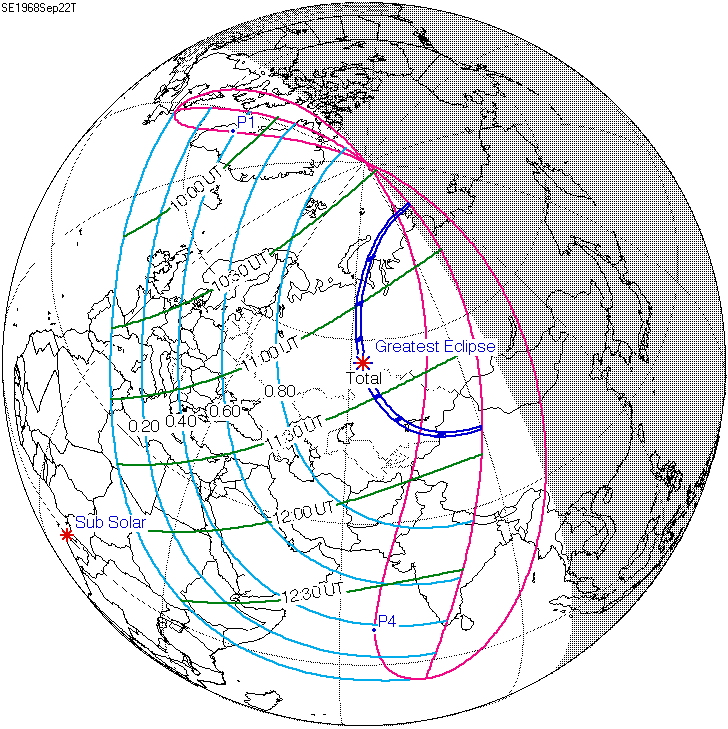
De zonsverduistering was te zien tussen de blauwe lijnen.

De totale zonsverduistering van 22 september 1968 trok veel over land en zee was achtereenvolgens te zien op of in deze vijf (ei)landen: Bolsjevik, Oktoberrevolutie, Rusland, Kazachstan en China.

## Lengte

### Maximum
Het punt met maximale totaliteit lag in Rusland, vlak bij de plaats Shadrinsk, en duurde 0m39,6s.

### Limieten
| Fenomeen                    | Code | Tijdstip UTC |
| --------------------------- | ---- | ------------ |
| Eerste contact bijschaduw   | P1   | 09:06:44.7   |
| Eerste contact kernschaduw  | U1   | 10:43:34.6   |
| Kernschaduw compleet vanaf  | U2   | 10:44:20.6   |
| Bijschaduw compleet vanaf   | P2   | Niet         |
| Maximum eclips              | GE   | 11:18:08.0   |
| Bijschaduw compleet t/m     | P3   | Niet         |
| Kernschaduw compleet t/m    | U3   | 11:52:27.7   |
| Laatste contact kernschaduw | U4   | 11:53:18.7   |
| Laatste contact bijschaduw  | P4   | 13:29:48.9   |